# Amt Neustadt-Land

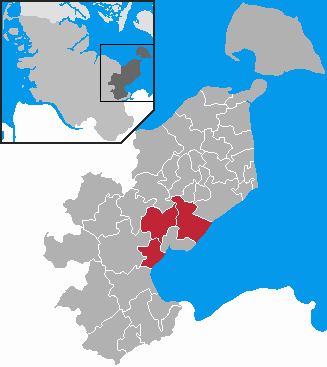
Lage des ehem. Amtes Neustadt-Land im Kreis Ostholstein

Das ehemalige Amt Neustadt-Land lag im Kreis Ostholstein in Schleswig-Holstein. Es bestand aus den Gemeinden Altenkrempe, Schashagen und Sierksdorf. Das Amt hatte zuletzt etwa 5100 Einwohner. Der Verwaltungssitz war in Neustadt in Holstein.
Mit der Auflösung des Amtes Sierksdorf 1970 bildeten die Gemeinden Altenkrempe und Sierksdorf mit der bis dahin amtsfreien Gemeinde Schashagen das Amt Neustadt-Land. 
Mit Ablauf des 31. Dezember 2004 wurden die Ämter Neustadt-Land und Schönwalde aufgelöst. Aus den amtsangehörigen Gemeinden beider Ämter wurde ab dem 1. Januar 2005 das Amt Ostholstein-Mitte mit Sitz in Schönwalde am Bungsberg gebildet.

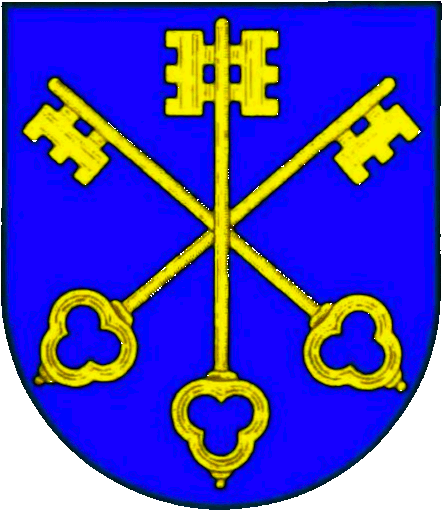
Wappen des ehem. Amtes Neustadt-Land

## Wappen
Blasonierung: „In Blau zwei schräggekreuzte goldene Schlüssel mit den abgewendeten Bärten oben, an der Kreuzungsstelle überdeckt mit einem aufrechten doppelbärtigen goldenen Schlüssel.“